# Na planiskách
Na planiskách je vrchol v České republice ležící v Orlických horách.

## Geomorfologické zařazení
Vrch Na planiskách se nachází v geomorfologickém celku Orlické hory, podcelku Bukovohorská hornatina, okrsku Orličský hřbet a podokrsku Bukovohorský hřbet.

## Poloha
Vrch Na planiskách je nejvýchodnějším vrcholem Orlických hor. Je prostředním se tří vrcholů Bukovohorského hřbetu. Sedlo, které jej odděluje od severnějšího Jeřábu je v nadmořské výšce asi 880 metrů, sedlo, které jej odděluje od jižnější Bukové hory ve výšce asi 910 metrů. Západní a východní svah vykazuje značnou prudkost a převýšení. Vrch leží na území přírodního parku Suchý vrch - Buková hora. Nachází se asi 8 kilometrů jižně od města Králíky a osm kilometrů východně od města Jablonné nad Orlicí.

## Vodstvo
Vrch leží na hlavním evropském rozvodí Severního a Černého moře. Východní svah je odvodňován potoky tekoucími do přítoku Moravské Sázavy Březné, západní svah odvodňuje potok Bystřec posléze se vlévající do Tiché Orlice.

## Vegetace a stavby
Souvislé hospodářské smrčiny se udržely na svazích vrchu. Prostor vrcholu byl odlesněn. Významnější stavby se ve vrcholovém prostoru nenacházejí, do západního svahu vybíhá zástavba obce Čenkovice.

## Komunikace
Prostor vrchu je obsluhován sítí lesních cest různé kvality. Veřejná komunikace se zde nenachází. Přes vrchol prochází hřebenová zeleně značená trasa KČT 4234 z Červenovodského sedla do Lanškrouna, východním svahem modře značená trasa 2212 ze stejného místa do Štítů. Západním svahem je vedena červeně značená cyklistická trasa 4071. Prostor vrchu je protkán sítí běžkařských tras přináležejících ke skiareálu v Čenkovicích.